# Temel Karamollaoğlu
Temel Karamollaoğlu (Kahramanmaraş,  7 juni 1941) is een Turks politicus en sinds 30 oktober 2016 de partijleider van de islamitische politieke partij Saadet Partisi, die in 2001 werd opgericht.

## Loopbaan

### Vroege jaren
Karamollaoğlu werd op 7 juni 1941 in Kahramanmaraş geboren als een van de zeven kinderen van Üzeyir en Münire Karamollaoğlu. Zijn vader was een leraar en kwam oorspronkelijk uit het dorp Göbekören in het district Gürün (Sivas). Hij volgde het lager en middelbaar onderwijs in verschillende Turkse steden, waaronder in Kayseri, vanwege de beroep van zijn vader. In 1964 studeerde hij af aan het Instituut voor Wetenschap en Technologie van het Manchester University in Engeland, waar hij in de jaren zestig een beurs kreeg. In 1967 behaalde hij zijn masterdiploma. In hetzelfde jaar keerde hij terug naar Turkije en begon hij te werken bij Sümerbank als projectingenieur, om enkele maanden later, van 1967 tot 1972, als deskundige bij de Staatsplanningsorganisatie (DPT) te gaan werken. Karamollaoğlu, die na zijn militaire dienst twee jaar in de particuliere sector werkte, werd in 1975 de algemeen directeur van het Ministerie van Industrie en Technologie.

### Politieke carrière
Van 1977 tot 1980 en van 1996 tot 2002 was hij parlementslid in de Grote Nationale Assemblee van Turkije namens de Partij voor Nationale Redding en de Welvaartspartij. Hij diende ook als burgemeester van Sivas tussen 1989-1995 namens de Saadet Partisi. 
In Turkse presidentsverkiezingen 2018 haalde Karamollaoğlu als kandidaat van de Saadet Partisi ongeveer 445.000 stemmen, oftewel 0,89% van de stemmen.

### Privé
Karamollaoğlu is sinds 1965 getrouwd met Ayşe Yasemin Karamollaoğlu; het koppel heeft 5 kinderen. Zijn vrouw is van Engelse afkomst en ze ontmoetten elkaar tijdens hun studententijd aan de Universiteit van Manchester.